# معز بن شریفیه
معز بن شریفیه (عربی: معز بن شريفية؛ زادهٔ ۲۴ ژوئن ۱۹۹۱) بازیکن فوتبال اهل تونس است.
از باشگاه‌هایی که در آن بازی کرده‌است می‌توان به باشگاه فوتبال اسپرانس تونس اشاره کرد.
وی همچنین در تیم ملی فوتبال تونس بازی کرده‌است.